# AOH1996
AOH1996 è un farmaco antitumorale sperimentale che agisce come inibitore del PCNA. Da agosto 2023 è in studio clinico di fase 1 per il trattamento dei tumori solidi.
È stato realizzato per colpire una variante specifica di PCNA che si trova esclusivamente nelle cellule tumorali, interrompendo il loro normale ciclo riproduttivo. Questa proteina è fondamentale nel corpo per la riparazione del DNA, ma il targeting era difficile a causa del suo ruolo nelle cellule sane. Seguendo invece solo tale variante, potrebbe essere possibile colpire selettivamente solo le cellule tumorali. I test In vitro hanno suggerito che è efficace contro una serie di tumori tra cui i tumori al seno, alla prostata, al cervello, alle ovaie, cervicali, della pelle e ai polmoni.